# Сейди Али-реис
Сейди Али-реис, Сиди Али-реис (тур. Seydi Ali Reis; 1498 — январь 1563, Стамбул) — адмирал флота Османской империи. Командовал левым флангом османского флота в битве при Превезе в 1538 году, в качестве командующего османской флотилией в Индийском океане сражался с португальцами в индийском Гоа в 1554 году, прошёл сушей из Индии в Турцию, после чего осел в Стамбуле и написал ряд важных книг по навигации, географии, математике и астрономии, а также ряд стихотворений.
Известен в первую очередь благодаря переведённым на ряд языков книгам «Зерцало стран», в которой описал своё путешествие из Индии в Стамбул после кораблекрушения, и «Книга морей» (Китаб уль-Мухит), где описал искусство навигации и порты Османской империи.

## Экспедиция в Индийский океан
Сойдя на сушу в Гуджарате, Сейди Али-реис посетил крепость города Даман и получил от Малика Эседа, губернатора Дамана, разрешение для себя и команды на свободное передвижение по его землям. Он вынужденно подарил Малику Эседу вооружение своих кораблей. Многие члены команды поступили на службу к Малику Эседу, и с Сейди Али-реисом осталась лишь небольшая часть команды. С ней он отплыл в Сурат, куда прибыл через три месяца после выхода из Басры.

## Путь в Турцию
Получив подтверждающее письмо от Худавенд-хана и Адиль-хана, в конце ноября 1554 года Сеид Али Рейс отправился в Ахмедабад в сопровождении Мустафа-Аги, командующего офицера янычаров, и Али-Аги, капитана артиллерии, в сопровождении 50 матросов. Они прошли через Бурудж, Белодру и Чампанир. После множества препятствий они достигли Махмудабада, и через 50 дней достигли Ахмедабада, столицы Гуджарата. Здесь Сеид Али Рейс посетил султана и его визиря Имада уль-Мулька. Султан уверил адмирала в почтении к Сулейману Великолепному и подарил Сеиду Али Рейсу коня, несколько верблюдов и денег на дорогу. Через несколько дней после прибытия путешественников султан предложил адмиралу управление провинцией Бурудж с высоким доходом, но адмирал вежливо отказался.
Мусульмане Ахмедабада снабдили путешественников двумя проводниками из племени «батов», которые за небольшую плату могли гарантировать безопасность путешествия. В середине месяца сафар того же года Сеид Али Рейс продолжил путь в Турцию.
Экспедиция проследовала через Лахор в Дели, чтобы получить разрешение на проход через земли могольского султана Хумаюна. Хумаюн также хорошо принял путешественников и пожелал взять их на службу, на что последовал отказ.
В феврале 1556 года Сеид Али Рейс отправился из Кабула и посетил Самарканд и Бухару. Несмотря на вооружённые стычки, самая значительная из которых произошла с узбеками Бухары, Сеид Бурхан, правитель Бухары, с почестями принимал у себя путешественников в течение 15 дней. Затем путь Сеида Али Рейса прошёл через Хорезм, Хорасан, Ирак и Анатолию, после чего партия прибыла в Стамбул. Всего путешествие, с выхода из индийского Сурата, заняло два года и три месяца.

## Возвращение в Стамбул
Султан находился в Эдирне, и Сеид Али Рейс поспешил туда, чтобы принести извинения за потерю флота. При аудиенции он презентовал султану письма восемнадцати султанов и других правителей посещённых им стран. Султан даровал адмиралу своё прощение и повелел выплатить его жалованье за все 4 года отсутствия, а также дал ему пост мутеферрика с ежедневным жалованьем в 80 ахче.
В 1557 году Сеид Али Рейс написал книгу о посещённых им странах «Зерцало стран». В этот же период он написал немало стихов под псевдонимом Катиб-и Руми (Книжник Запада, или Анатолии).
Сеид Али Рейс скончался в Стамбуле в январе 1563 года.